# Speccy
Speccy е безплатен софтуер, който служи за представяне на подробна информация относно работата на хардуера и софтуера на даден компютър. Налична е само за операционната система Microsoft Windows.

## Функции
Speccy показва характеристиките на процесора, твърдия диск, RAM паметта, видеокартата и операционната система. С помощта на инструмента може да се наблюдава натовареността на отделните компоненти. Програмата е подходяща както за начинаещи, така и за напреднали потребители. Въпреки че на пазара има доста подобни програми за наблюдение на системата, Speccy по нищо не отстъпва на конкурентите си. Информацията, която предоставя, е достатъчно изчерпателна, даже много повече от тази, представена от вградения в Windows инструмент Systeminfo.